# Dunryggar
Dunryggar (Dryoscopus) är ett släkte med fåglar i familjen busktörnskator inom ordningen tättingar. Släktet omfattar sex arter som alla förekommer i Afrika söder om Sahara:
- Nordlig dunrygg (D. gambensis)
- Mindre dunrygg (D. pringlii)
- Svartryggig dunrygg (D. cubla)
- Rödögd dunrygg (D. senegalensis)
- Rosabent dunrygg (D. angolensis)
- Stornäbbad dunrygg (D. sabini)